# Postrzelenie Nahela Merzouka

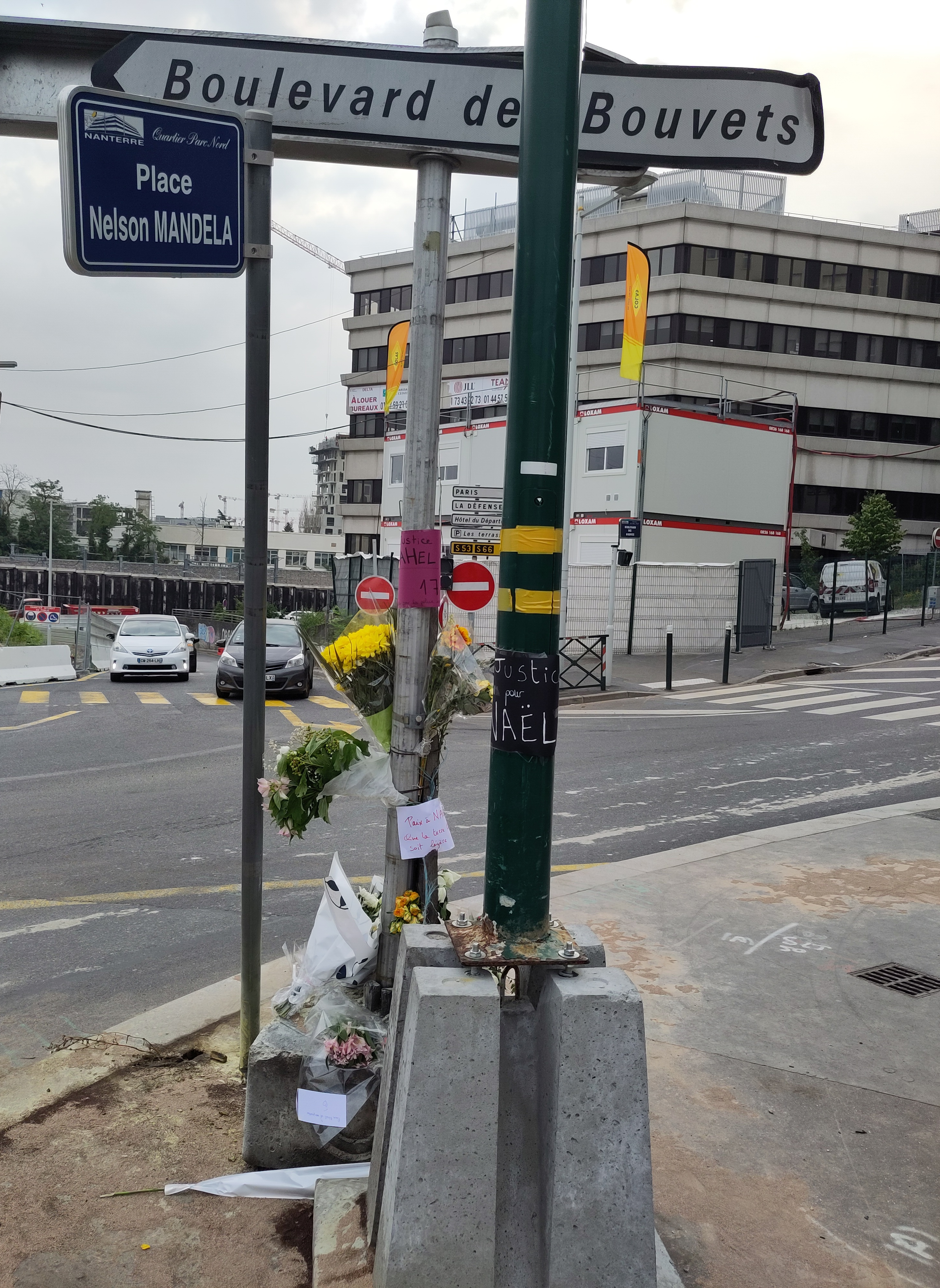
Upamiętnienie w miejscu śmierci Nahela Merzouka

Postrzelenie Nahela Merzouka – zdarzenie, do którego doszło 27 czerwca 2023 roku, kiedy Nahel Merzouk, 17-letni Francuz pochodzenia algierskiego, został postrzelony przez policjanta podczas kontroli drogowej po pościgu samochodowym w Nanterre, w wyniku czego zmarł.
Przedstawiony początkowo opinii publicznej raport z tego wydarzenia został podważony przez wideo opublikowane online. Publikacja nagrania doprowadziła do wybuchu protestów przeciwko nieuzasadnionej, zdaniem demonstrujących, brutalności policji. Protestom towarzyszyły również zamieszki i akty wandalizmu.
Postrzelenie i śmierć nastolatka stały się częścią szerszej debaty publicznej dotyczącej brutalności francuskiej policji.

## Nahel Merzouk
Nahel Merzouk miał 17 lat w momencie śmierci. Był uczniem liceum w Suresnes, jednak często opuszczał zajęcia. Uczestniczył w programie dla nastolatków, którzy nie radzą sobie w szkole. W ramach programu odbywał praktyki w zawodzie elektryka. W czasie wolnym grał w rugby. Według prawników jego rodziny Merzouk nie był nigdy wcześniej karany, ale był oskarżony o stawianie oporu podczas zatrzymania w weekend poprzedzający śmierć.  

## Śmierć Nahela

### Wersja prokuratury
Według prokuratury, około 8 rano dwóch policjantów na motocyklach zauważyło Mercedesa klasy A AMG, poruszającego się z dużą prędkością po pasie dla autobusów. W samochodzie znajdowały się trzy osoby. Policjanci włączyli sygnały ostrzegawcze oraz polecili kierowcy stojącemu na czerwonym świetle, aby ten się zatrzymał. Pojazd nie dostosował się do polecenia funkcjonariuszy i ruszył, przejeżdżając na czerwonym świetle, w następstwie czego policjanci rozpoczęli pościg za samochodem i powiadomili swoich przełożonych. Gdy ścigany pojazd zatrzymał się, policjanci zeszli z motocykli i polecili kierowcy wyłączyć silnik, celując w niego bronią. Kiedy samochód ponownie ruszył, jeden z policjantów oddał strzał w kierunku kierowcy. Pojazd poruszał się dalej, uderzając w barierki. Jeden z pasażerów zbiegł, a drugi został na krótko zatrzymany.
Prokuratura twierdzi, że strzał został oddany w samoobronie. Nahel nie miał prawa jazdy, a samochód, którym kierował, był wynajęty.

### Nagranie wideo
Według prokuratury policjant oddał strzał w samoobronie, gdy młody kierowca miał go potrącić. Ta wersja została podważona po opublikowaniu w mediach społecznościowych nagrania wideo ze zdarzenia. Materiał pokazuje, że obaj policjanci znajdowali się z boku samochodu, po stronie kierowcy Mercedesa. Samochód nie był w stanie zaszkodzić policjantom i nie zmierzał w ich kierunku. Policjant oddał strzał w głowę z bardzo bliskiej odległości w momencie, gdy samochód zaczął ruszać. Na wideo słychać okrzyk policjanta: „dostaniesz kulę w głowę”, a następnie strzał.

### Postępowania sądowe
Policjant, który postrzelił Nahela został oskarżony o zabójstwo. Otwarto również dochodzenie w sprawie próby zabójstwa policjanta przez Merzouka. Prawnik Merzouka stwierdził, że będzie wnosił o ukaranie policjanta za świadome poświadczenie nieprawdy co do tego, iż działał w samoobronie.

## Reakcje na wydarzenie
Prezydent Francji Emmanuel Macron, stwierdził, że postrzelenie jest niewybaczalne. Postrzelenie potępiły liczne osoby publiczne (m.in. Kylian Mbappé, Omar Sy), a także politycy opozycji.
Opublikowane wideo ze zdarzenia było masowo udostępniane w internecie i wzbudziło ogromne oburzenie. Wkrótce po publikacji w Nantere wybuchły zamieszki i protesty, które rozpowszechniły się na sąsiednie dzielnice i inne miasta Francji.